# Astrachan-Tataren
De Astrachan-Tataren (Tataars: Əsterxan tatarları, Әsterhan tatarlary) zijn een Turkstalige bevolkingsgroep van rond 80.000 personen in de Russische oblast Astrachan.
Ze stammen af van de nomadische Kyptsjaken, Wolga-Bulgaren en Chazaren. Na het uiteenvallen van de Gouden Horde stichtten zij het kanaat Astrachan (1459-1556) aan de Beneden-Wolga. Hier woonden ook de verwante Nogai, door wie zij sterk beïnvloed werden. Ook de Wolga-Bulgaren hadden handelsnederzettingen in het gebied, en de zogenaamde Agryzjan, handelaren uit India.
Sinds de 17e eeuw was er een steeds sterkere invloed van de eveneens islamitische Wolga-Tataren, die aan de middenloop van de rivier woonden. 
Tijdens de Sovjet-periode werden de Astrachan-Tataren bij de Wolga-Tataren gerekend. Bij de census van 2010 gaven de meesten zich eenvoudig als "Tataren" op. In de oblast woont ook een groot aantal Wolga-Tataren, en de onderlinge verschillen verdwijnen geleidelijk.
Het Astrachan-Tataars is een gemengd dialect. Rond 43.000 sprekers hebben zich geassimileerd aan het veel wijder gesproken Kazan-Tataars.